# ジェイミー・クレイトン
ジェイミー・クレイトン (Jamie Clayton) は、アメリカの女優でモデル。ジェイミーは、Netflixのオリジナルシリーズセンス8のNomi Marks、およびサバイバー: 宿命の大統領の第3シーズンのSasha Bookerとして主演したことで最もよく知られている。
| スタブアイコン | サブスタブ | この項目は、まだ閲覧者の調べものの参照としては役立たない、俳優（男優・女優）に関連した書きかけの項目です。この項目を加筆・訂正などしてくださる協力者を求めています（P:映画/PJ芸能人）。 |